# Had to Cry Today
 (janvier 2020).
Albums de Joe Bonamassa
Blues Deluxe
(2003) You and Me
(2006)
Had to Cry Today est le quatrième album studio du musicien de blues rock américain Joe Bonamassa. Produit par Bob Held, il est publié le 24 août 2004 par J&R Adventures et atteint la 5e place du classement des albums américains du Billboard Top Blues[réf. nécessaire].
Le titre de l'album fait référence à la chanson du même nom du groupe de blues rock anglais Blind Faith de leur album éponyme de 1969.

## Liste des titres
| 1.    | Never Make Your Move Too Soon (reprise de B. B. King) | Stix Hooper, Will Jennings | 4:06 |
| 2.    | Travellin' South (reprise d'Albert Collins)           | Gwendolyn Collins          | 3:50 |
| 3.    | Junction 61                                           | Joe Bonamassa              | 0:48 |
| 4.    | Reconsider Baby (reprise de Lowell Fulson)            | Lowell Fulson              | 6:51 |
| 5.    | Around the Bend                                       | Bonamassa, Jennings        | 5:11 |
| 6.    | Revenge of the 10 Gallon Hat                          | Bonamassa                  | 2:54 |
| 7.    | When She Dances                                       | Bonamassa, Jennings        | 4:53 |
| 8.    | Had to Cry Today (reprise de Blind Faith)             | Steve Winwood              | 6:49 |
| 9.    | The River                                             | Bonamassa, Bob Held        | 5:30 |
| 10.   | When the Sun Goes Down                                | Bonamassa, Jennings        | 2:44 |
| 11.   | Faux Mantini                                          | Bonamassa                  | 2:26 |
| 46:02 |                                                       |                            |      |